# Jensen FF
Der Jensen FF war ein Sportwagen der Gran-Turismo-Klasse (GT) der britischen Automobilmanufaktur Jensen. Er war einer der ersten Personenkraftwagen mit Allradantrieb und der erste mit Antiblockiersystem. Zwischen 1966 und 1971 wurden in West Bromwich lediglich 320 Exemplare gebaut.

## Allradantrieb
Der Jensen FF verfügte als erster Personenkraftwagen bereits 14 Jahre vor dem Audi quattro über einen permanenten Allradantrieb. Allradantriebe wurden bis dahin nur bei Nutzfahrzeugen, Militärgeräten und Geländewagen eingesetzt.
Das in dem Fahrzeug verwendete Allradsystem stammte von Ferguson Research. Das Unternehmen, gegründet von dem ehemaligen Traktorenhersteller Sir Harry Ferguson (Massey Ferguson) in Kooperation mit dem Rennfahrer und Techniker Tony Rolt, entwickelte in den späten 1950ern einen permanenten Allradantrieb für einen Formel-1-Wagen (Ferguson P99). Jensen erwarb das Exklusivrecht für dessen Verwendung in seinen Sportwagen. Die Bezeichnung FF verweist als Abkürzung für Ferguson Formula auf diese Partnerschaft.
Die Kraftübertragung erfolgt im Jensen FF vom Motor über das automatische Getriebe zu einem Planetendifferenzial mit Sperre per Doppelkupplung. Von dort wird die Antriebskraft über eine kettenangetriebene Kardanwelle und ein Kegelrad-Differenzial an die Vorderräder und über eine weitere Welle und ebenfalls ein Differenzial an die Hinterräder weitergeleitet. Über die drei Differenziale wird die variable Verbindung zwischen dem Motor und den Rädern ermöglicht, die für Kurvenfahrten notwendig ist. Die Kraftverteilung erfolgt dabei zu 37 % an die Vorderräder und zu 63 % an die Hinterräder.

## Antiblockiersystem
Der Jensen FF wurde als erster Personenkraftwagen mit dem frühen elektromechanischen Dunlop-Maxaret-Antiblockiersystem ausgestattet, das bis dahin lediglich in Flugzeugen und Rennwagen zum Einsatz gekommen war. Damit bot der Wagen für die damalige Zeit ein Maximum an aktiver Fahrsicherheit im Bereich der Bremsverzögerung.
Anders als die modernen elektronisch gesteuerten Antiblockiersysteme handelt es sich im Jensen FF um ein mechanisches System, das im Verteilergetriebe das Blockieren einer Achse erkennt und anschließend den Unterdruck im Bremskraftverstärker elektrisch reduziert.

## Karosserie

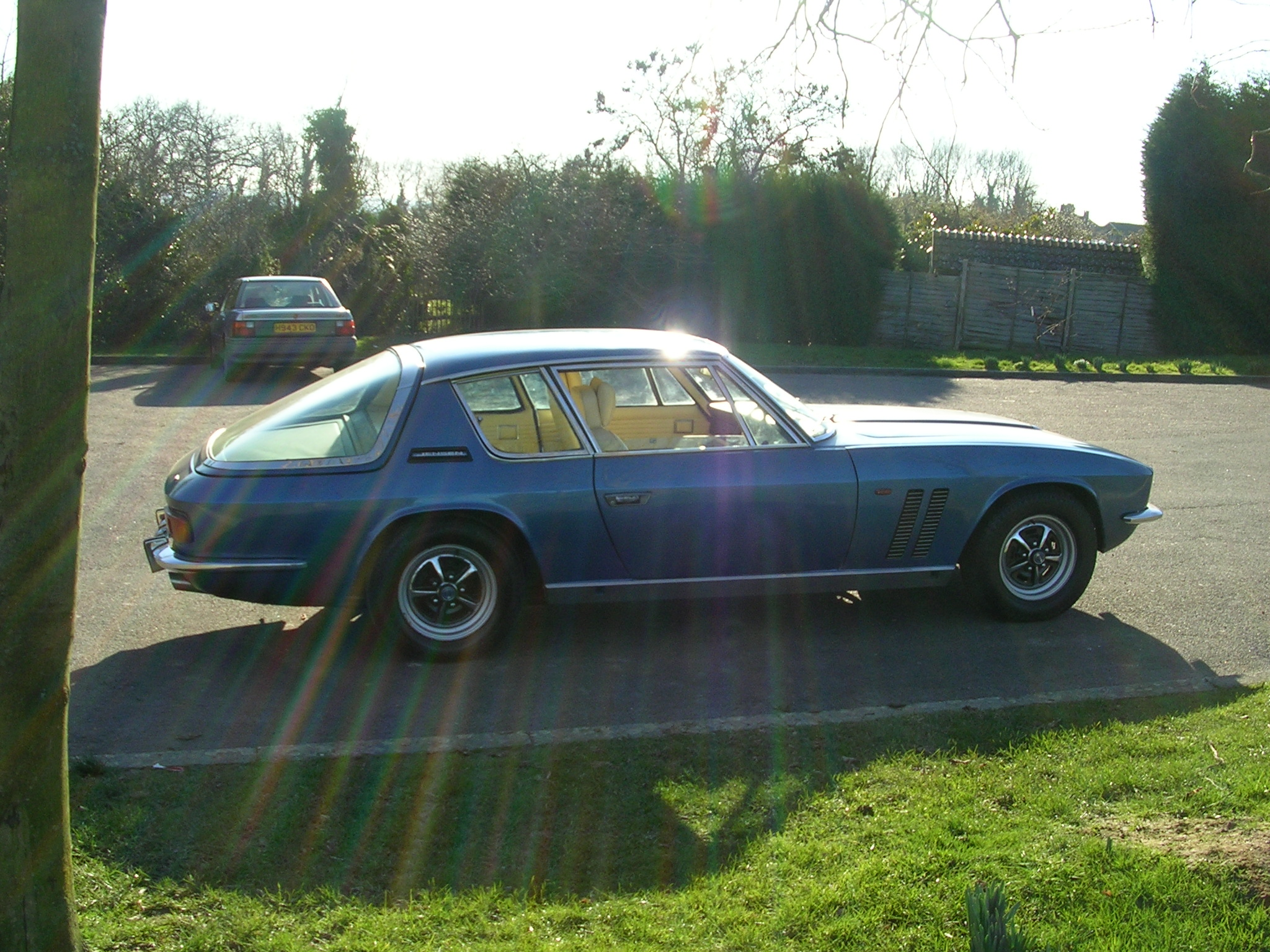
Seitenansicht Jensen FF Mk II (1970)

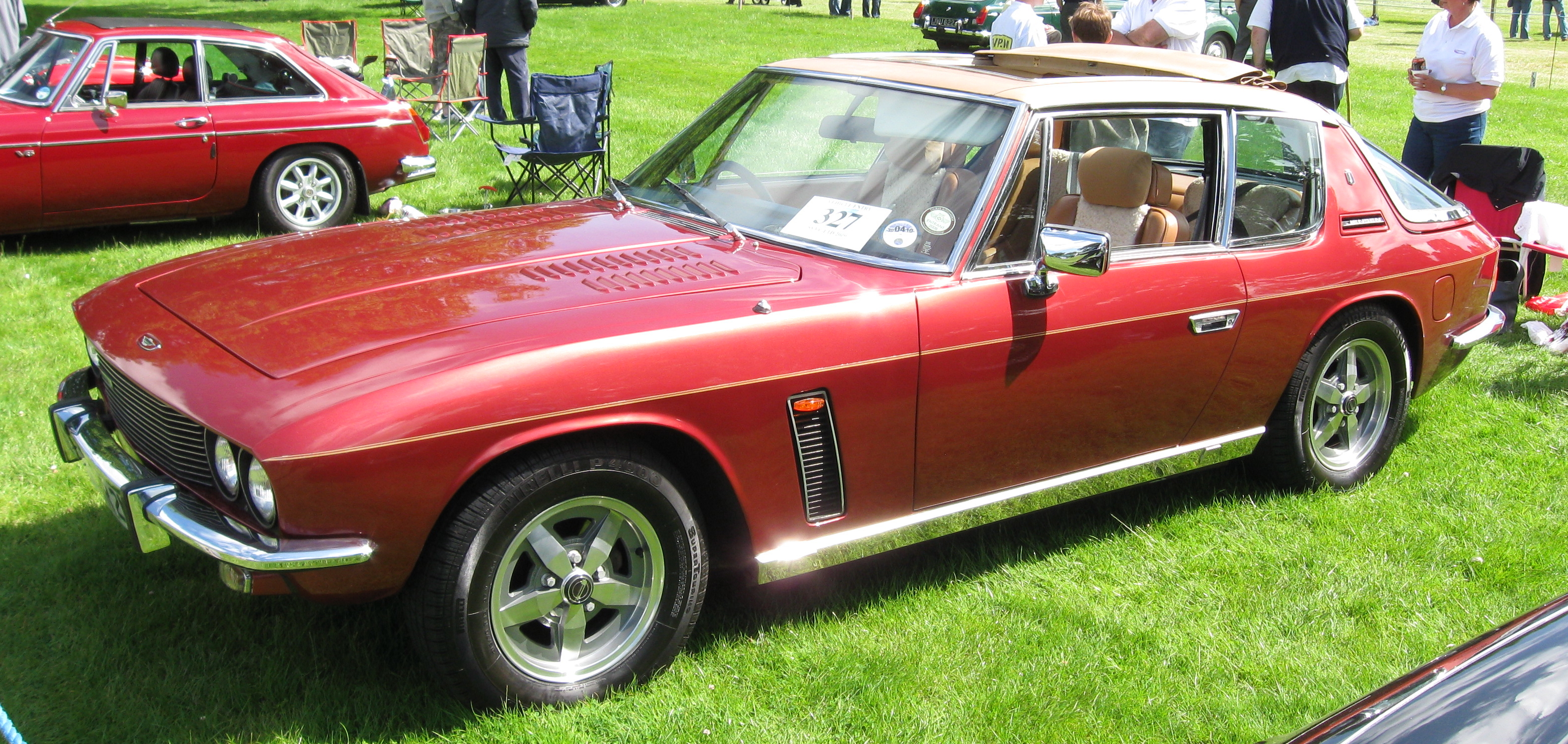
Das Schwestermodell Interceptor hat eine geänderte Frontpartie und nur einen seitlichen Lüftungsschlitz

Das Design des Jensen FF orientiert sich am im selben Jahr vorgestellten Interceptor. Die Komponenten des Allradantriebs machten jedoch erhebliche Änderungen am Rahmen – längerer Vorderbau sowie ein größerer Abstand der tragenden Längsrohre – und dem vorderen Bereich der Karosserie erforderlich. Der Jensen FF ist 10 Zentimeter länger und 150 Kilogramm schwerer als der Interceptor.
Von seinem günstigeren Schwestermodell ohne Allradantrieb ist der Jensen FF leicht durch die längere Front mit einem zweiten seitlichen Lüftungsschlitz sowie durch den speziellen Lufteinlass in der Motorhaube zu unterscheiden.
Alle Jensen FF wurden als Rechtslenker produziert, da die platzraubende Antriebseinheit den Fußraum links zu sehr einengte. Differenzial und Kardanwelle lagen auf der linken Seite. Ein Linkslenker wurde nicht produziert, da dafür eine aufwendige Neukonstruktion des Antriebsstranges notwendig gewesen wäre.

## Motor
Angetrieben wird der Jensen FF von einem 6,3 Liter großen Achtzylindermotor von Chrysler mit 325 SAE-PS. Als Kraftübertragung dient ein ebenfalls von Chrysler entwickeltes Dreigang-Automatikgetriebe vom Typ TorqueFlite. Trotz des hohen Leergewichtes von über 2 Tonnen benötigt das Fahrzeug nur 8,6 Sekunden für die Beschleunigung von 0 auf 100 km/h und erreicht eine Höchstgeschwindigkeit von 210 km/h. Der Kraftstoffverbrauch liegt bei über 20 Liter/100 km.

## Modellgeschichte
Jensen installierte das Allrad-System von Ferguson erstmals in einem umgebauten C-V8. Das Werk ging davon aus, diesen modifizierten C-V8 in Serie zu produzieren; Verkaufsprospekte für diesen Jensen FF genannten Wagen wurden im Laufe des Jahres 1966 gedruckt und verbreitet. Letztlich entschied sich die Unternehmensleitung für die Einführung des Systems in einem neuen Fahrzeug – dem Interceptor –, da es die Gestaltung des C-V8 für unattraktiv und nicht mehr konkurrenzfähig hielt.
Die Serienmodelle des Jensen FF beruhten daher auf den Interceptor-Coupés. Zwischen 1966 und 1971 wurden in drei Generationen (Mk I bis Mk III) insgesamt nur 320 Stück hergestellt.
Dem Jensen FF war kein kommerzieller Erfolg beschieden. Der Preis war sehr hoch, etwa 30 % über dem des ähnlich aussehenden, aber heckgetriebenen Jensen Interceptor und obendrein teilweise über dem von wesentlich prestigeträchtigeren Luxus-GTs anderer Marken angesiedelt. Der Neupreis lag 1970 bei umgerechnet 87.500 D-Mark.
Da der Jensen FF nur als Rechtslenker angeboten wurde, konnte er zudem nicht in wichtigen Märkten wie den USA, der Schweiz oder in Deutschland verkauft werden.
Nach der Einstellung des FF übernahm der Jensen SP die Rolle des Spitzenmodells in der Jensen-Palette.